# Staza Spa-Francorchamps
Staza Spa-Francorchamps automobilistička je staza smještena u Stavelotu u Belgiji. Aktualna je staza na kojoj se vozi Velika nagrada Belgije u prvenstvu Formule 1. 

## Vanjske poveznice
Spa-Francorchamps